# St. Peterzell
St. Peterzell ist eine Ortschaft und eine ehemalige politische Gemeinde im Bezirk Neutoggenburg und seit 2003 im Wahlkreis Toggenburg des Kantons St. Gallen in der Schweiz. Seit 2009 bildet St. Peterzell zusammen mit Brunnadern und Mogelsberg die Gemeinde Neckertal. Das Dorf St. Peterzell hat etwa 600 Einwohnerinnen und Einwohner.

## Geographie
St. Peterzell liegt am Mittellauf des Neckers. Die Nachbargemeinden der ehemaligen Gemeinde waren Hemberg, Schönengrund, Schwellbrunn und Degersheim. Die Gemeinde bestand aus den Dörfern St. Peterzell und Wald, das mit Schönengrund eine Ortschaft bildet, sowie mit den Aussengebieten Stofel, Rüti, Schönenbühl, Aemisegg, Chäseren, Arnig, Eggen und Hönenschwil.

## Geschichte

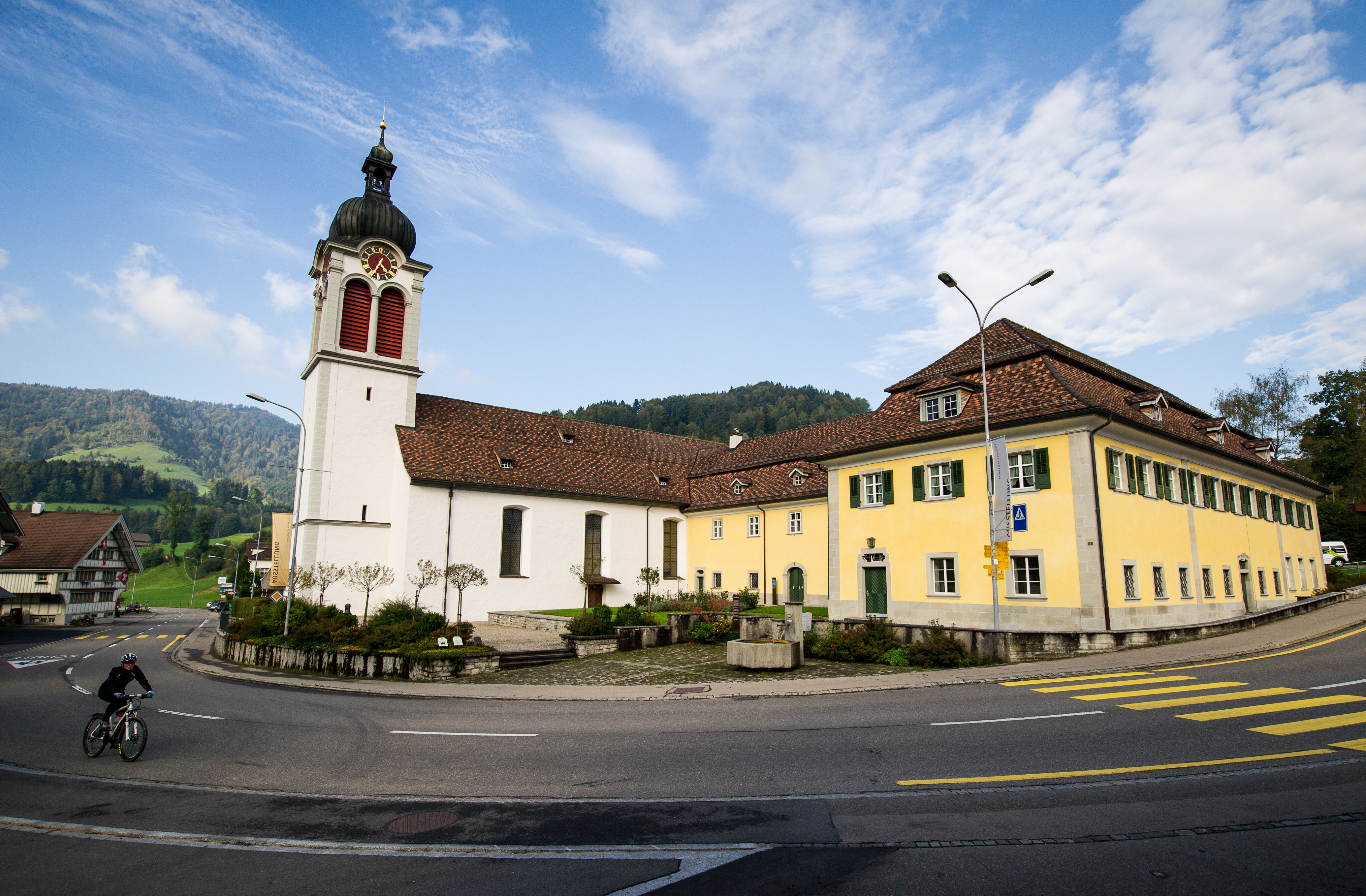
Ehemalige Propstei St. Peterzell

Luftbild von Werner Friedli aus dem Jahr 1957

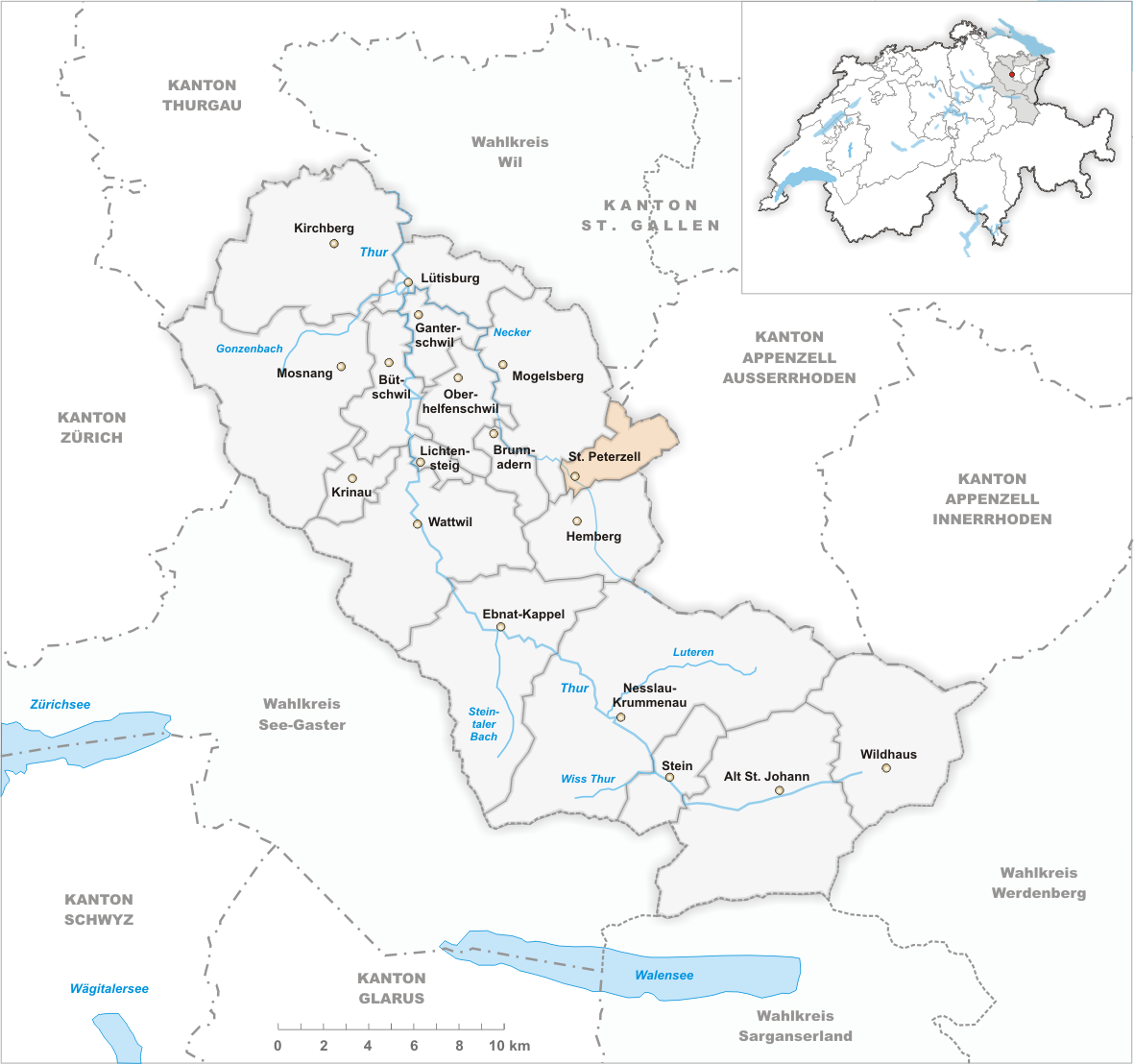
Gemeindestand vor der Fusion im Jahr 2009

Schon im 11. Jahrhundert vereinigten sich in St. Peterzell drei Pilgerrouten. Heute treffen hier zwei Abschnitte des Jakobswegs zusammen. Der Ortsname St. Peterzell geht auf eine klosterähnliche Einrichtung zurück. Diese wurde erstmals 1178 in einer Urkunde als «cella sancti Petri» erwähnt. Ursprünglich handelte es sich vermutlich um eine Eremitensiedlung. 1214 wurde St. Peterzell als Kloster bezeichnet. In den 1220er-Jahren hatte die Einrichtung nur noch den Rang einer Propstei und unterstand als Priorat der Benediktiner-Abtei Alt St. Johann. 1227 wurde der Name auf den Ort übertragen. Als Propstei von St. Johann genoss St. Peterzell eine gesonderte Verwaltung. Die Vogteirechte lagen bei den Grafen von Werdenberg, dann bei den Edlen von Rorschach und ab 1340 bei den Grafen von Toggenburg. 1399 erwähnte Freie wurden 1484 vom Haupt- und Gewandfall befreit und erhielten das Recht der Ammannwahl. Zwischen 1524 und 1531 – während der Reformation – ging die Propstei ein. 1555 wurde die Abtei St. Johann der Fürstabtei St. Gallen inkorporiert, die 1565 den Bewohnern von St. Peterzell und Hemberg durch ein Landrecht die gleiche Rechtsstellung wie den übrigen Toggenburgern verlieh. St. Peterzell bildete bis 1798 ein eigenes Gericht. 1803 erfolgte die Schaffung der politischen Gemeinde und der Ortsgemeinde St. Peterzell-Wald.
Nach 1533 wurde der katholische Gottesdienst wieder eingeführt und 1565 eine katholische Pfarrei errichtet. Der Pfrundbrief von 1538 anerkannte die reformierte Kirchgemeinde. Die Kirche und das Propsteigebäude gehörten weiterhin der Abtei und St. Johann, wurden aber paritätisch genutzt. Die Versorgung der reformierten Kirchgemeinde erfolgte 1564 bis 1709 von Hemberg aus. 1610 und 1650 erfolgten Abkurungen. 1722 wurde die zunächst paritätisch genutzte, später katholische Barockkirche St. Peter erbaut. Das Simultanverhältnis bestand bis 1963, als die reformierte Kirche gebaut wurde. Ab 1516 gab es im Mesmerhaus eine katholische Winterschule, die reformierte Schule im Dorf wurde 1680 eingeführt. Ab 1865 verfügte die Gemeinde über eine genossenschaftlich organisierte Sekundarschule, 1951 wurde mit Hemberg die Sekundarschulgemeinde Oberes Neckertal gegründet. Die konfessionellen Schulen bestanden bis 1959.
| Jahr      | 1827 | 1850 | 1900 | 1950 | 2000 |
| Einwohner | 943  | 1193 | 1272 | 1007 | 1256 |

Zur Land- und Forstwirtschaft kamen Gewerbe und ein wenig Industrie hinzu. Seit 1910 verfügt St. Peterzell über einen Bahnanschluss in Brunnadern. Ab 1912 verkehrten Postautos zwischen St. Peterzell und Schönengrund, 1921 wurde die Linie nach Brunnadern erweitert. Das Gebiet Dürrenmoos, das teilweise auf Boden Hembergs liegt, wurde 1974 unter Naturschutz gestellt.
In einer Abstimmung vom 21. Oktober 2007 stimmten die Einwohner der damaligen politischen Gemeinde für eine Fusion mit Brunnadern und Mogelsberg zur neuen Gemeinde Neckertal per 1. Januar 2009.

## Sehenswürdigkeiten
In St. Peterzell befinden sich mehrere Gebäude, die zu den ältesten Toggenburger Häusern zählen:

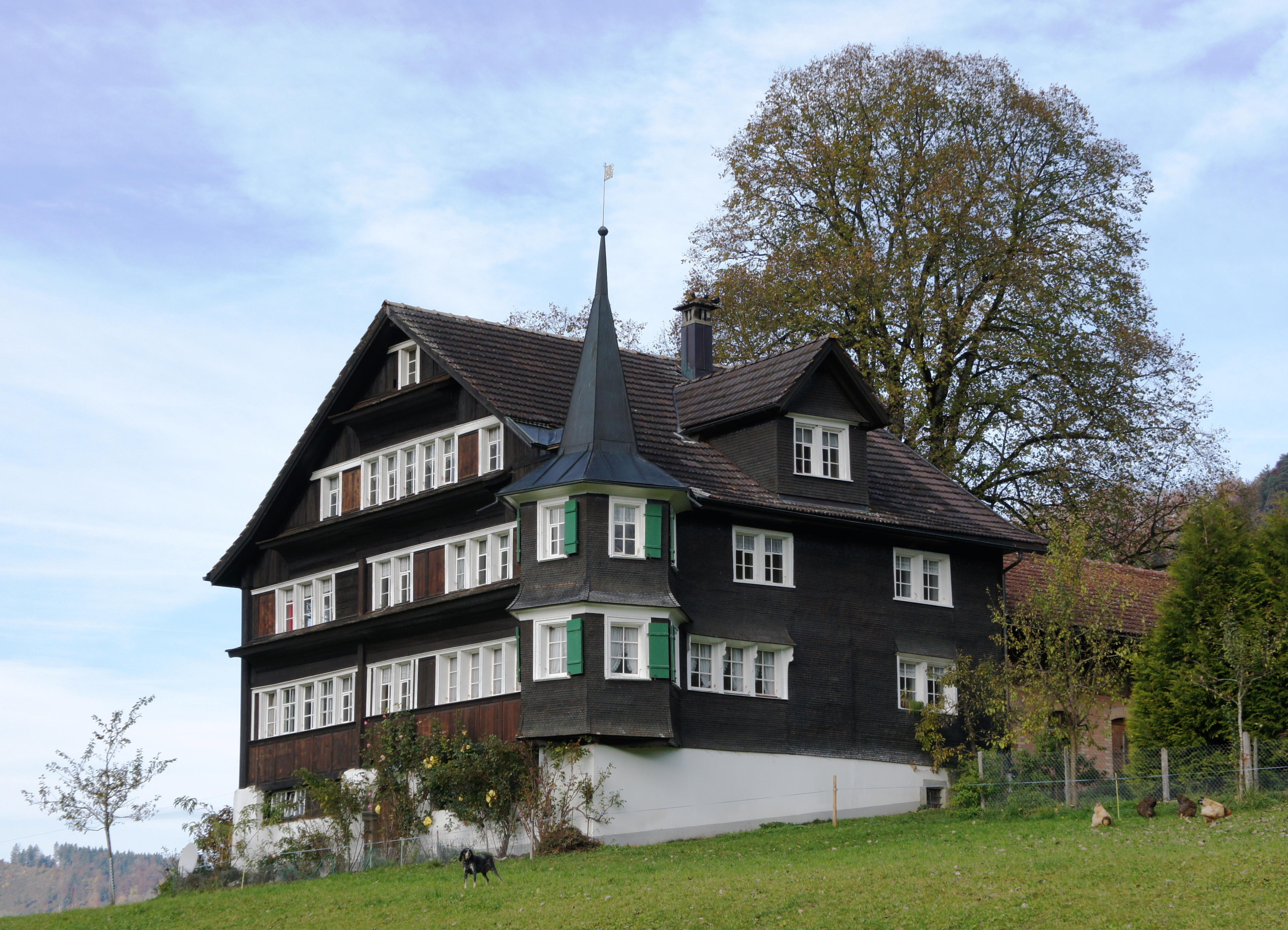
Oberes Türmlihaus in Furt aus dem Jahr 1614
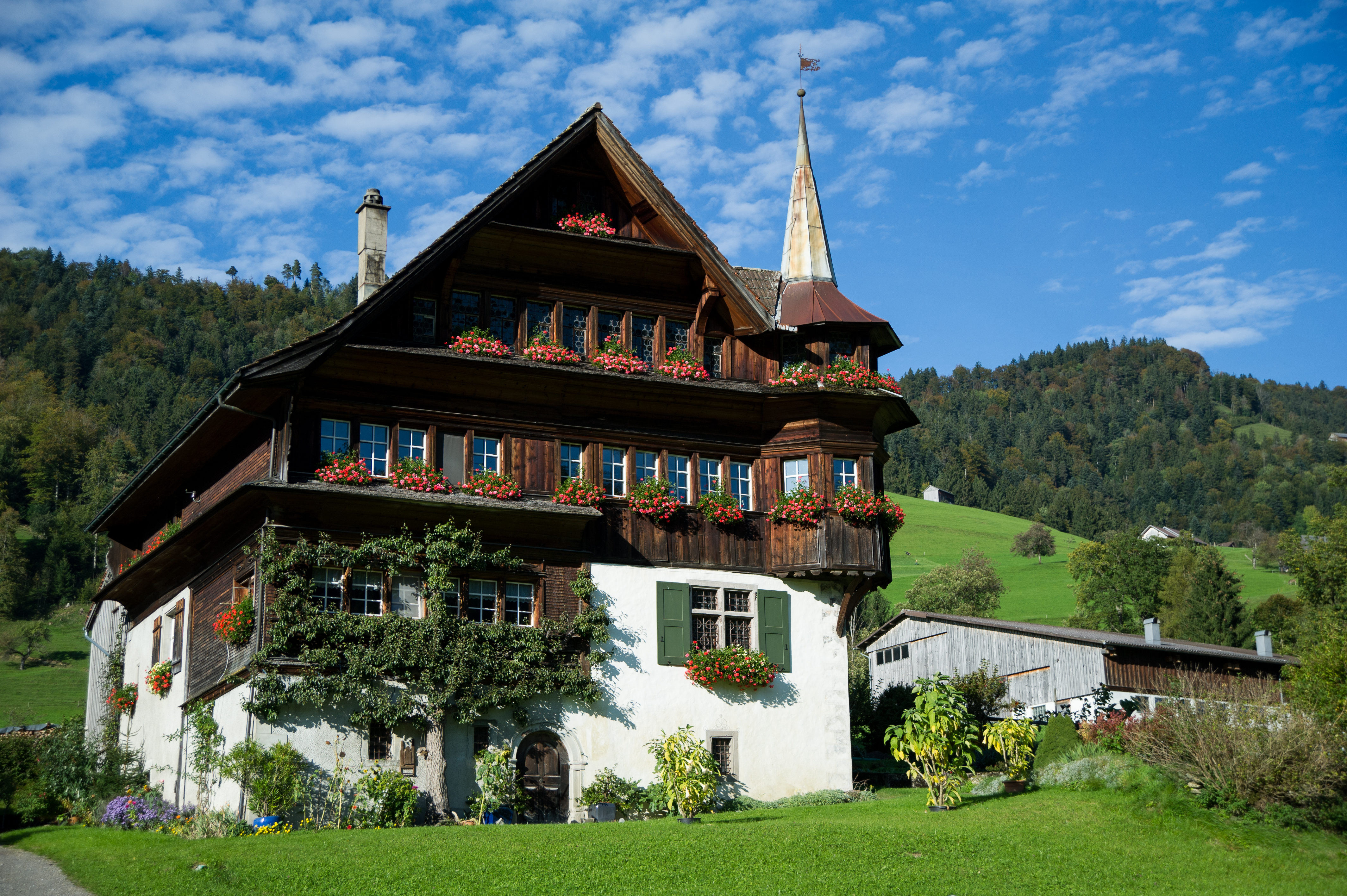
Unteres Türmlihaus, erbaut 1620
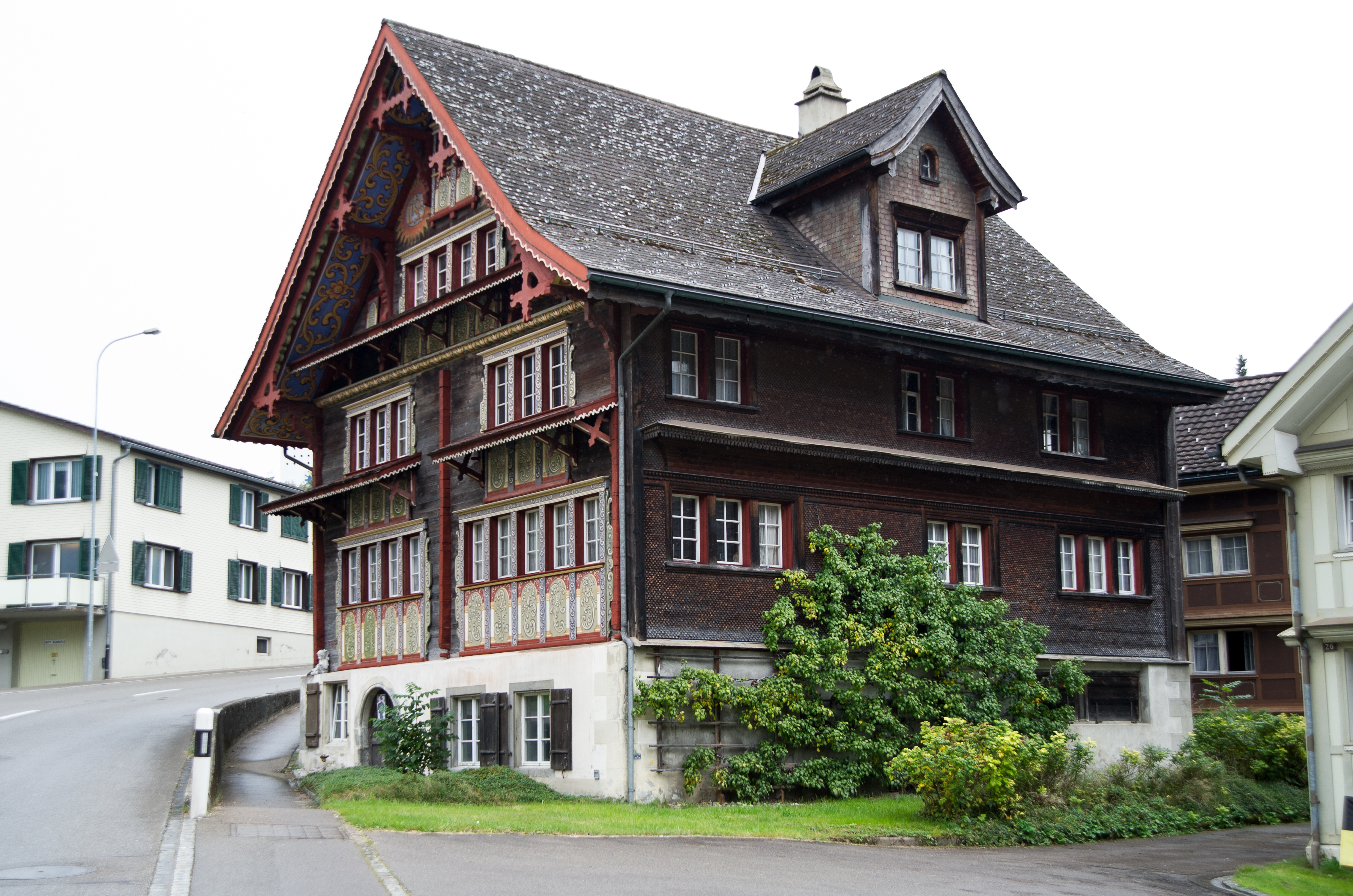
Rotes Haus
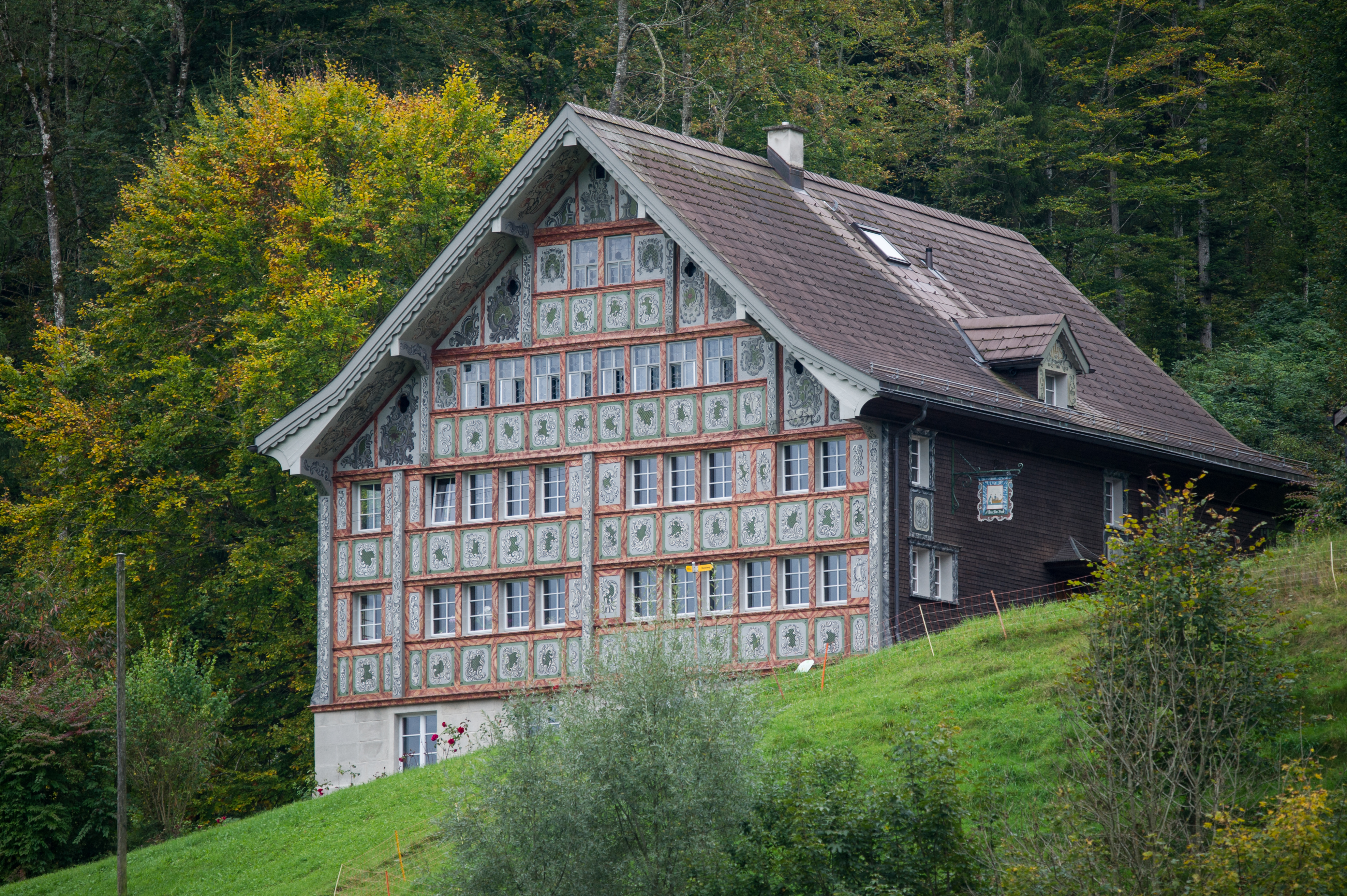
Haus Bädli

## Bilder

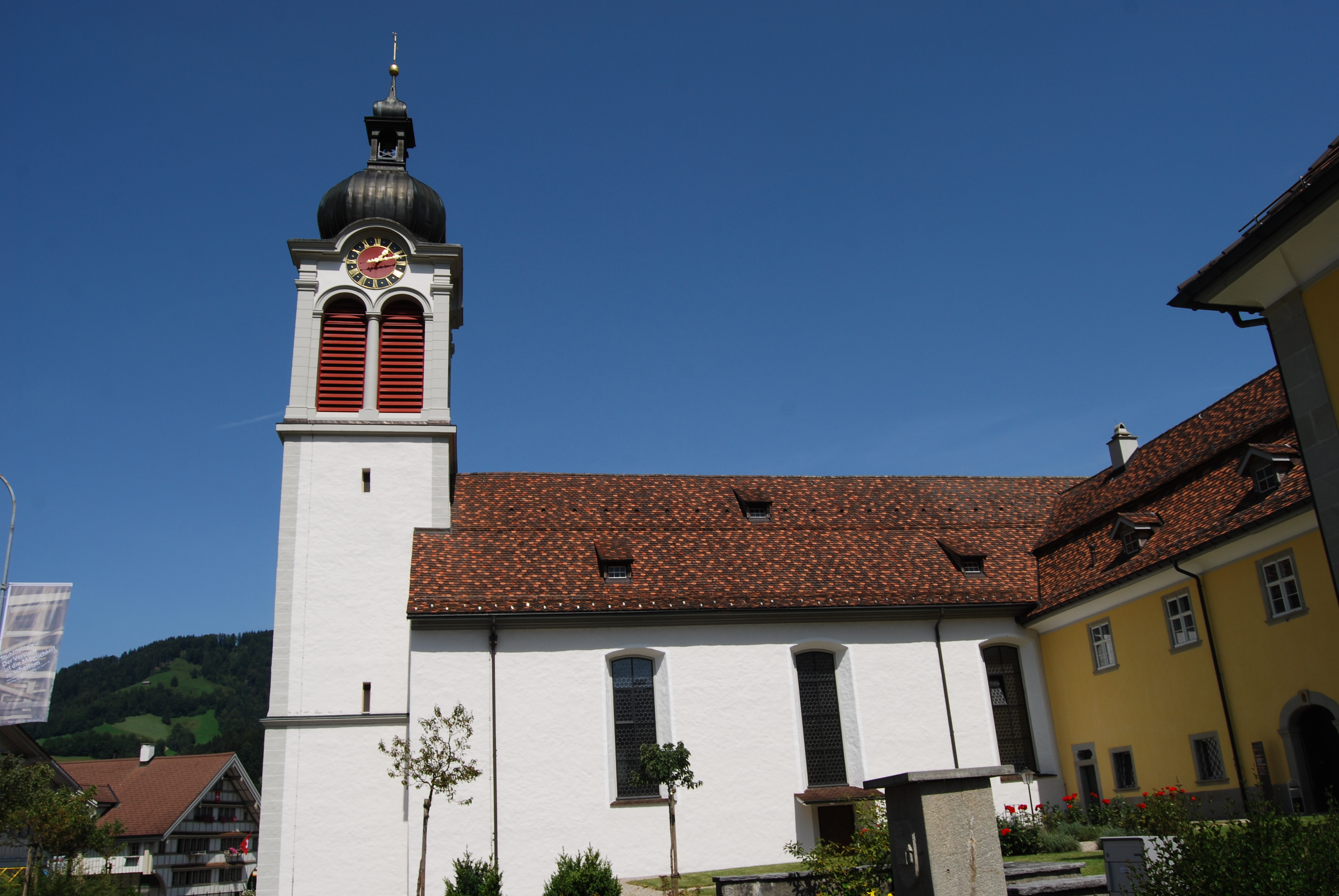
Katholische Kirche und Propstei
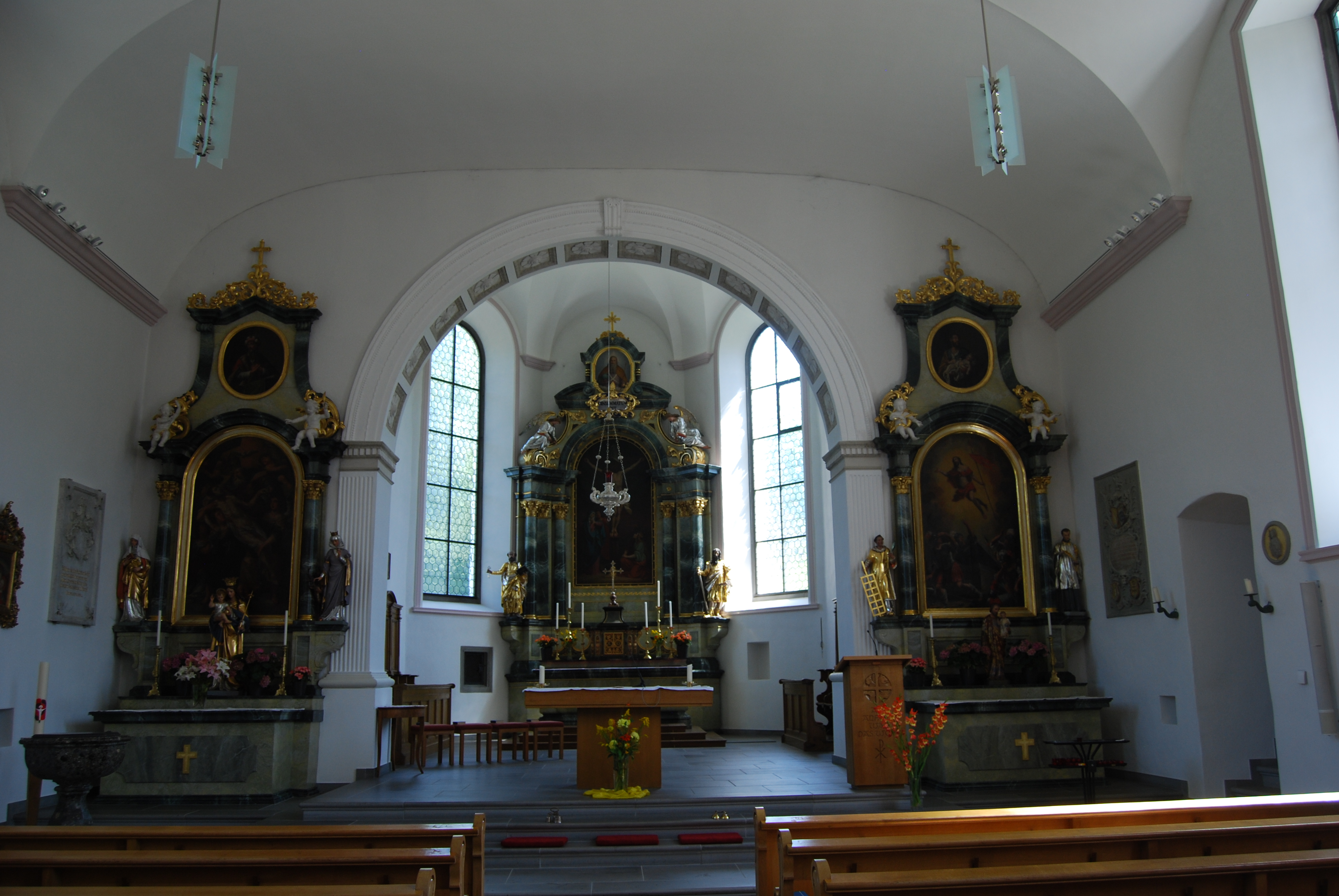
Innenansicht der katholischen Kirche
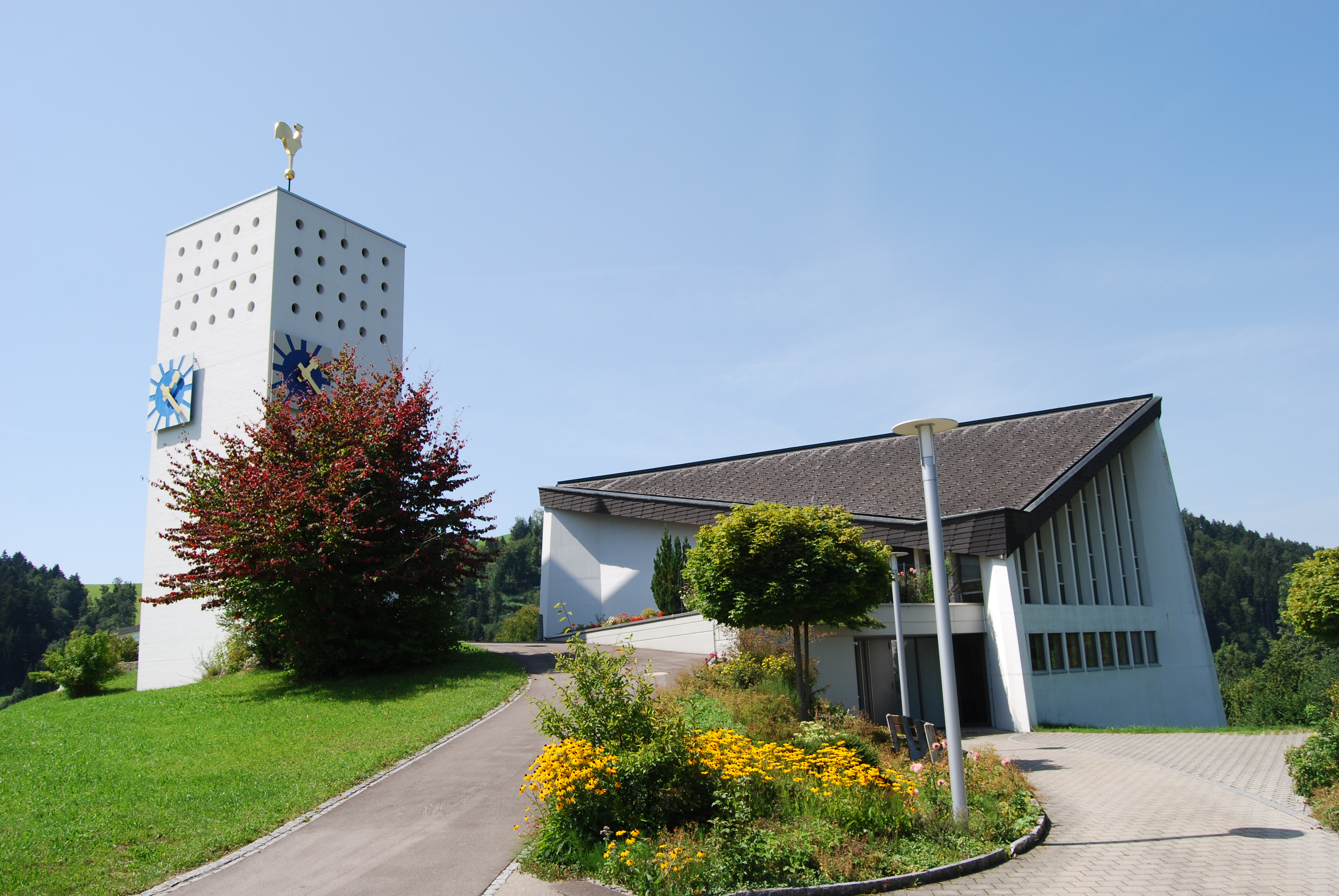
Reformierte Kirche
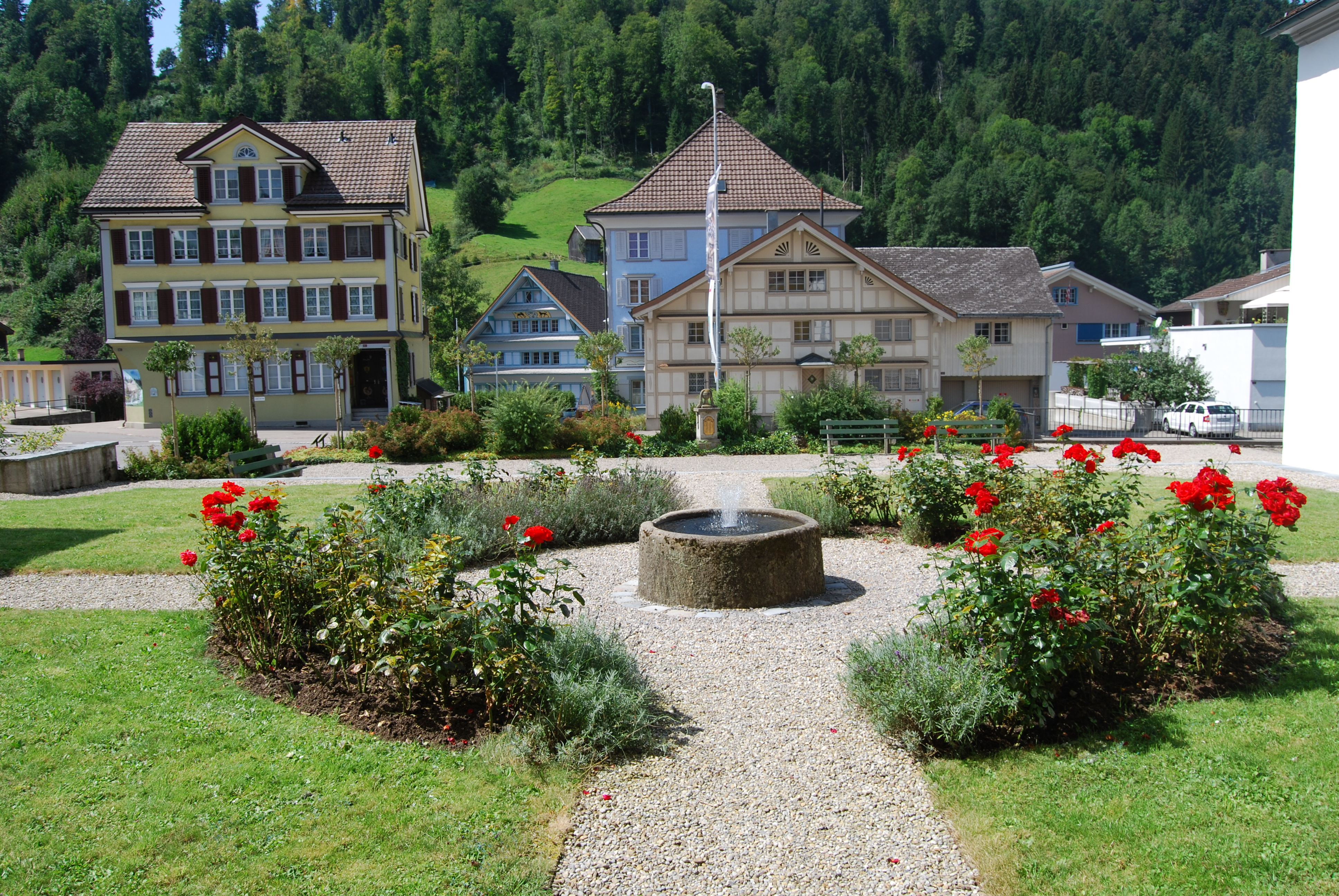
Typische Toggenburgerhäuser im Dorfzentrum

## Persönlichkeiten
- Reginald Maria Schultes (1873–1928), Dominikaner und Theologe